# Eueides crystalina
Eueides crystalina är en fjärilsart som beskrevs av Hall 1921. Eueides crystalina ingår i släktet Eueides och familjen praktfjärilar. Inga underarter finns listade i Catalogue of Life.